# Emydocephalus ijimae
Emydocephalus ijimae là một loài rắn trong họ Rắn hổ. Loài này được Stejneger mô tả khoa học đầu tiên năm 1898.